# Святоандреевская скупщина
Святоандреевская скупщина (серб. Светоандрејска скупштина) — представительный орган в Сербии. Начала работу 30 ноября (12 декабря) 1858 года, в день памяти апостола Андрея Первозванного.
В период революции 1848—1849 гг. в Австрийской империи Сербия оказывала военную поддержку восставшим в Воеводине. В ходе этого революция заставила уставобранителей несколько либерализовать режим: в 1848 году были расширены полномочия скупщины, избирательное право получили все плательщики прямых налогов. Во время Крымской войны правительство Сербии сохраняло нейтралитет, а по условиям Парижского мира 1856 года автономия княжества была расширена и закреплена гарантиями великих держав. В конце 1850-х в условиях экономического кризиса обострились отношения между уставобранителями и князем, который сопровождался подъёмом либеральной оппозиции. Под её давлением в 1858 году была созвана Святоандреевская скупщина, которая ограничила прерогативы Государственного совета и передала всю полноту законодательной власти скупщине. Князь Александр был смещён, к власти вернулся Милош Обренович. Режим уставобранителей пал.